# 竹内幹郎
竹内 幹郎（たけうち みきお、1948年（昭和23年）12月4日 - ）は、日本の政治家。元奈良県宇陀市長（2期）。

## 来歴
奈良県宇陀郡榛原町上井足（現・宇陀市）に生まれる。榛原町立大王小学校、榛原町立榛原中学校卒業。1967年（昭和42年）3月、奈良県立榛原高等学校（現・奈良県立榛生昇陽高等学校）卒業。1972年（昭和47年）3月、大阪工業大学工学部土木工学科卒業。大学時代は少林寺拳法部に在籍し、近畿大会や全日本大会に出場した。同年4月、建設会社に就職。
1995年（平成7年）5月、榛原町議会議員選挙に就任。以後3期務める。2003年（平成15年）5月8日から2004年（平成16年）12月20日まで町議会議長を務めた。
2006年（平成18年）1月1日、宇陀郡菟田野町・大宇陀町・榛原町・室生村が合併して宇陀市が発足。同年4月23日に行われた宇陀市議会議員選挙で当選。
2010年（平成22年）の宇陀市長選挙で初当選。2018年（平成30年）の任期満了（4月26日）をもって引退。

## 市長選の結果
2010年宇陀市長選挙
2010年（平成22年）3月28日執行。前市長の前田禎郎の支援を受けた前市議会議長の玉岡武を破り、初当選を果たした。
※当日有権者数：30,252人 最終投票率：76.94%（前回比：+18.47pts）
| 候補者名 | 年齢 | 所属党派 | 新旧別 | 得票数   | 得票率 | 推薦・支持 |
| -------- | ---- | -------- | ------ | -------- | ------ | ---------- |
| 竹内幹郎 | 61   | 無所属   | 新     | 12,174票 | 55.14% |            |
| 玉岡武   | 66   | 無所属   | 新     | 9,904票  | 44.86% |            |

2014年宇陀市長選挙
2014年（平成26年）4月27日執行。
※当日有権者数：28,353人 最終投票率：76.21%（前回比：-0.73pts）
| 候補者名 | 年齢 | 所属党派 | 新旧別 | 得票数   | 得票率 | 推薦・支持 |
| -------- | ---- | -------- | ------ | -------- | ------ | ---------- |
| 竹内幹郎 | 65   | 無所属   | 前     | 10,856票 | 51.84% |            |
| 高見省次 | 54   | 無所属   | 新     | 8,198票  | 39.15% |            |
| 瀧谷宗宏 | 52   | 無所属   | 新     | 1,888票  | 9.01%  |            |